# Liste der Bodendenkmale im Burgenlandkreis

Karte des Burgenlandkreises

In der Liste der Bodendenkmale im Burgenlandkreis sind die Bodendenkmale im Burgenlandkreis aufgeführt. Grundlage der Einzellisten sind die in den jeweiligen Listen angegebenen Quellen.
Diese Liste ist eine Teilliste der Liste der Bodendenkmale in Sachsen-Anhalt.
Die Kulturdenkmale sind in der Liste der Kulturdenkmale im Burgenlandkreis erfasst.

## Aufteilung
Wegen der großen Anzahl von Bodendenkmalen im Burgenlandkreis ist diese Liste in Teillisten nach den Städten und Gemeinden aufgeteilt.
| Gemeinde/ Stadt       | Bodendenkmalliste                                      | Wappen | Lage | Bild eines Bodendenkmals |
| --------------------- | ------------------------------------------------------ | ------ | ---- | ------------------------ |
| An der Poststraße     | Liste der Bodendenkmale in An der Poststraße           |        |      |                          |
| Bad Bibra             | Liste der Bodendenkmale in Bad Bibra                   |        |      |                          |
| Balgstädt             | Liste der Bodendenkmale in Balgstädt                   |        |      |                          |
| Droyßig               | Liste der Bodendenkmale in Droyßig                     |        |      |                          |
| Eckartsberga          | Liste der Bodendenkmale in Eckartsberga                |        |      |                          |
| Elsteraue             | Liste der Bodendenkmale in Elsteraue                   |        |      |                          |
| Finne                 | Liste der Bodendenkmale in Finne                       |        |      |                          |
| Finneland             | Liste der Bodendenkmale in Finneland                   |        |      |                          |
| Freyburg (Unstrut)    | Liste der Bodendenkmale in Freyburg (Unstrut)          |        |      |                          |
| Gleina                | Liste der Bodendenkmale in Gleina                      |        |      |                          |
| Goseck                | Liste der Bodendenkmale in Goseck                      |        |      |                          |
| Gutenborn             | Liste der Bodendenkmale in Gutenborn                   |        |      |                          |
| Hohenmölsen           | Liste der Bodendenkmale in Hohenmölsen                 |        |      |                          |
| Kaiserpfalz           | Liste der Bodendenkmale in Kaiserpfalz                 |        |      |                          |
| Karsdorf              | Liste der Bodendenkmale in Karsdorf                    |        |      |                          |
| Kretzschau            | Liste der Bodendenkmale in Kretzschau                  |        |      |                          |
| Lanitz-Hassel-Tal     | Liste der Bodendenkmale in Lanitz-Hassel-Tal           |        |      |                          |
| Laucha an der Unstrut | Liste der Bodendenkmale in Laucha an der Unstrut       |        |      |                          |
| Lützen                | Liste der Bodendenkmale in Lützen                      |        |      |                          |
| Meineweh              | Liste der Bodendenkmale in Meineweh                    |        |      |                          |
| Mertendorf            | Liste der Bodendenkmale in Mertendorf (Sachsen-Anhalt) |        |      |                          |
| Molauer Land          | Liste der Bodendenkmale in Molauer Land                |        |      |                          |
| Naumburg (Saale)      | Liste der Bodendenkmale in Naumburg (Saale)            |        |      |                          |
| Nebra (Unstrut)       | Liste der Bodendenkmale in Nebra (Unstrut)             |        |      |                          |
| Osterfeld             | Liste der Bodendenkmale in Osterfeld (Sachsen-Anhalt)  |        |      |                          |
| Schnaudertal          | Liste der Bodendenkmale in Schnaudertal                |        |      |                          |
| Schönburg             | Liste der Bodendenkmale in Schönburg (Saale)           |        |      |                          |
| Stößen                | Liste der Bodendenkmale in Stößen                      |        |      |                          |
| Teuchern              | Liste der Bodendenkmale in Teuchern                    |        |      |                          |
| Weißenfels            | Liste der Bodendenkmale in Weißenfels                  |        |      |                          |
| Wethau                | Liste der Bodendenkmale in Wethau                      |        |      |                          |
| Wetterzeube           | Liste der Bodendenkmale in Wetterzeube                 |        |      |                          |
| Zeitz                 | Liste der Bodendenkmale in Zeitz                       |        |      |                          |